# Pteroglossa magnifica
Pteroglossa magnifica är en orkidéart som beskrevs av Dariusz Lucjan Szlachetko. Pteroglossa magnifica ingår i släktet Pteroglossa och familjen orkidéer.
Artens utbredningsområde är Paraguay. Inga underarter finns listade i Catalogue of Life.